# Aioliops brachypterus
Aioliops brachypterus is een  straalvinnige vissensoort uit de familie van torpedogrondels (Ptereleotridae). De wetenschappelijke naam van de soort is voor het eerst geldig gepubliceerd in 1987 door Rennis & Hoese.
De soort staat op de Rode Lijst van de IUCN als Kwetsbaar, beoordelingsjaar 2009.